# Polystachyinae
Le Polystachyinae Schltr., 1914 sono una sottotribù di piante della famiglia delle Orchidacee (sottofamiglia Epidendroideae) che comprende oltre 200 specie in due generi.

## Descrizione
La sottotribù comprende specie sia terricole che epifite.

Hanno fusti a crescita prevalentemente sinpodiale. Alcune specie sono dotate di pseudobulbi. Si caratterizzano per la presenza di quattro pollinii.

## Riproduzione
La maggior parte delle specie si riproducono per impollinazione entomofila ad opera di insetti apoidei. Alcune specie, tra cui Polystachya concreta, possono praticare l'autoimpollinazione.

## Distribuzione e habitat
Le Polystachyinae sono distribuite principalmente nella fascia tropicale di  Africa e America, con alcune specie in Asia.

## Tassonomia
Nella classificazione delle Orchidaceae di Dressler (1993) la sottotribù delle Polystachyinae era assegnata alla vasta tribù delle Epidendreae.
Freudenstein e Rasmussen nel 1999 evidenziarono una relazione filogenetica con il raggruppamento delle Vandeae, dato confermato anche da successivi studi basati su evidenze molecolari .
La classificazione più recente (Chase et al., 2015) accogliendo tali osservazioni colloca le Polystachyinae tra le Vandeae e assegna loro 2 generi:
- Hederorkis Thouars, 1809 (2 spp.)
- Polystachya Hook., 1824 (241 spp.)